# Косыгин, Александр Иванович
Алекса́ндр Ива́нович Косы́гин (3 мая 1883, Москва — 1 сентября 1940, Магадан) — советский геолог-нефтяник, профессор Московской горной академии. Исследователь Охинского нефтяного месторождения, один из пионеров отечественной науки о разработке нефтяных и газовых месторождений, отец Ю. А. Косыгина.

## Биография
Александр Иванович Косыгин родился 3 мая 1883 года в Москве в семье Ивана Александровича и Елены Михайловны Косыгиных. Отец был известным купцом, торговавшим чаем через Кяхту, мать же стала членом «Народной воли» и постоянно помогала организации деньгами. Вскоре родители разошлись, сын остался с матерью. Отец же положил на имя сына в банк 12000 рублей, но пользование деньгами (за исключением 4 % годовых) запретил до получения сыном высшего образования. В 1901 г., окончив Черниговскую классическую гимназию с серебряной медалью, А. И. Косыгин поступил на математическое отделение физико-математического факультета Императорского Московского университета, который окончил в 1908 г. Сразу же по окончании университета поступил в Горный институт им. Екатерины II на металлургическое отделение, закончил его в 1914 г. Общая сумма баллов, которую он получил, составила 149,09 и была одной из наивысших.
Однако и металлургом А. И. Косыгин не стал, а увлёкся геологией и стал геологом в крупной фирме "Русское товарищество «Нефть». 3 года А. И. Косыгин вместе с опытным геологом А. Н. Замятиным проводил разведку в Темирском и Терсакканском уездах Уральской области.
После революции, 26 июня 1919 г. в качестве начальника экспедиции по разведке Ухтинского нефтяного района, которую организовали Главконефть и Геологический комитет, А. И. Косыгин отправился, однако район предполагаемых поисков заняли белые. Экспедиция остановилась на небольшой речке Вымь, где экспедицией были разведаны два сланцевых месторождения. С 1919 г. был управляющим геологоразведочным отделом Главконефти и Сланцевого комитета. В июне 1921 г. в качестве эксперта он работал в комиссии Совета Труда и Обороны И. Т. Смилги, которая обследовала нефтяные районы; в течение 1920—1924 гг. несколько раз выезжал в Баку, Грозный и Майкоп для инспекции.
В 1920-е гг. А. И. Косыгин сблизился с И. М. Губкиным, которого знал ещё по временам учёбы в институте. Был приглашён им для преподавания в Московской горной академии, где Губкин был ректором, читал курс «разведки полезных ископаемых». В ноябре 1925 г. И. М. Губкин, будучи председателем Совета нефтяной промышленности (СНП), принял А. И. Косыгина на должность геолога Научно-технического бюро СНП. В 1922 г. «Эмбанефть» привлекла А. И. Косыгина к исследованиям тех районов Западного Казахстана, где он работал ещё до революции. С этого времени его деятельность делилась на две части: полевую (май — сентябрь) и административно-педагогическую (октябрь — апрель), которая постепенно превратилась в научно-педагогическую. С 1923 г. сотрудничал с Геолкомом.
В 1925-27 гг. А. И. Косыгин работал на Сахалине, исследуя Охинское нефтяное месторождение. На Сахалине в партии А. И. Косыгина проходили выучку его ученики из МГА, будущие члены АН СССР: член-корреспондент М. И. Варенцов и академик Ю. А. Косыгин.
В 1928 г. был направлен в Юго-Западную Туркмению, в Чикишлярский район грязевых вулканов. Близ Чикишляра из подводной сопки, находящейся в расстоянии одного километра от берега, был обнаружен выход газа и нефти в большом количестве. Сегодня это один из перспективных нефтегазовых районов Туркменистана. Там А. И. Косыгин работал до середины 1930-х годов.
В 1931 г. был назначен на должность старшего геолога Нефтяного геолого-разведочного института, созданного на базе нефтяной секции Геолкома (ныне — ВНИГРИ), а в ноябре 1933 г. вошёл в Научно-плановый совет первого газодобывающего треста «Союзгаз». В 1932 г. А. И. Косыгин издал учебник по разведке нефтяных и газовых месторождений.
Геолог-математик А. И. Косыгин стал одним из пионеров отечественной науки о разработке нефтяных и газовых месторождений. В этот период к подобным работам приступил профессор Л. С. Лейбензон. Однако А. И. Косыгин шёл собственным путём и предложил упрощённую формулу вычисления падения дебита скважин, которая геометрически выражалась равносторонней гиперболой и довольно точно отражала характер кривых падения дебита скважин бакинских месторождений.
21 февраля 1938 г. А. И. Косыгин был арестован как «японский шпион» и приговорён к 8 годам исправительно-трудовых лагерей. Срок отбывал в Севвостлаге (Колыма). В апреле 1940 г. в соавторстве с И.С. Иовчевым подготовил записку "К вопросу о топливной проблеме на Колыме", где дал свой прогноз о вполне возможном нахождении нефти в Охото-Колымском крае, благоприятно расположенным между двумя заведомо нефтеносными районами (Сахалином и Камчаткой). В справке, выданной позднее родственникам, сообщалось, что А.И. Косыгин скончался в одном из магаданских лагерей в 1940 г. от сердечной недостаточности после операции грыжи. В 1956 г. А. И. Косыгин был реабилитирован.

## Семья
- Жена — Зоя Александровна (фон Глен) Косыгина (1888—1974 гг.)
- Сын — Юрий Александрович Косыгин (1911—1994 гг.), советский геолог-тектонист, Герой Социалистического Труда, академик АН СССР.
- Сын - Андрей Александрович Косыгин.

## Избранные труды
- Косыгин А. И. Работы экспедиции 1925 г. по обследованию нефтяных месторождений Северного Сахалина // Нефтяной бюллетень. — 1926. — № 1. — С. 6-7.
- Косыгин А. И. Охинское нефтяное месторождение на Сев. Сахалине // Сахалинская геологическая экспедиция 1925 г. — Л.: Геологический комитет, 1927. — С. 157—212.
- Косыгин А. И. Охинский нефтеносный район (Северный Сахалин) / Труды Главного геолого-разведочного управления. — Вып. 53. — М.-Л.: Геологическое изд-во ГГРУ, 1931. — 40 с.
- Косыгин А. И. Горючий газ в Сочи // Нефтяное хозяйство. — 1925. — № 10. — C. 585—586.
- Косыгин А. И. Геологический очерк Чикишлярского нефтеносного района Туркмении // Нефтяное хозяйство. — 1934. — № 7. — С. 49-55.
- Косыгин А. И. Геофизические работы в Западной Туркмении в 1930—1936 гг. // Нефтяное хозяйство. — 1937. — № 6. — С. 71-74.
- Косыгин А. И. Краткий отчёт о работах 1929 г. в Мелитопольcком газоносном районе // РГАЭ. Ф. 7787. Оп. 1. Д. 322. Л. 30-32.
- Бурксер Е. С., Косыгин А. И. Газы Мелитопольско-Бердянского района // Природные газы СССР. Вып. 12. — Л.: Ленингр. отд-е Госхимтехиздата, 1933. — 28 с.
- Косыгин А. И. Разведка нефтяных и газовых месторождений. — М.: Нефтяное издательство, 1932. — 240 с.
- Косыгин А. И. Приближенное аналитическое выражение для кривых падения дебита нефтяных скважин // Нефтяное хозяйство. — 1926. — № 3. — С. 336—341.
- Косыгин А. И. Экспериментальное исследование интерференции (взаимного влияния) нефтяных скважин // Нефтяное хозяйство. — 1936. № 1. — С. 41-46.
- Косыгин А. И. О подсчётах запасов нефти месторождений Бакинского района // Нефтяное хозяйство. — 1926. — № 2. — С. 169—172.
- Косыгин А. И. Методы выяснения запасов газовых месторождений // Природные газы. — Вып. 40. — Л.: Ленингр. отд-е Госхимтехиздата, 1933. — 6 с.
- Косыгин А. И. К вопросу о приближенной сравнительной оценке нефтяных месторождений // Нефтяное хозяйство. — 1933. — № 5. — С. 270—275.
- Косыгин А. И. Экспериментальное исследование интерференции нефтяных скважин // Нефтяное хозяйство. — 1936. — № 1. — С. 41-46.